# BlackBerry
BlackBerry (от англ. blackberry — ежевика) —  коммуникатор, впервые представленный в 1997 году компанией Research In Motion.

## Описание
Первые устройства выглядели как пейджеры с большим экраном. Основная функция — мгновенное корпоративное общение. Современный BlackBerry — смартфон, имеющий возможность работы с SMS, электронной почтой, позволяющий достаточно удобно просматривать интернет-страницы, а также работающий с другими удалёнными сервисами.

## История
История устройств BlackBerry начинается в 1984 году с основания в Канаде компании Research In Motion.
Со дня основания компания специализируется на производстве устройств для беспроводной передачи данных. Устройства позволяли набирать и отправлять любой текст на другие такие же устройства. Внешне они напоминали пейджеры.
В 1997 RIM решила продвигать эти устройства под новым брендом, создание которого поручили компании Lexicon Branding Inc., известной благодаря разработке брендов Pentium и Zune. Так как пользование корпоративной текстовой связью на то время было достаточно сложным процессом (даже в электронной форме, и с сохраняющейся памятью о «бумажном поколении»), специалисты компании решили, что название устройства должно идти от противного, привнося ассоциацию с летним отдыхом, фруктами и ягодами. Вариант «blackberry» («ежевика») одновременно напоминал внешний вид устройства (чёрного с напоминающей плод-многокостянку совокупностью маленьких округлых кнопок QWERTY-клавиатуры) и показался копирайтерам удачно объединяющим выбранную «ягодную» тему (berry) с сохранением связи с корпоративным производством (black). Помимо того, стилизация названия двумя заглавными B составила аллитерацию и дополнительно напоминала многокостянку/совокупность кнопок, изображённую на логотипе. Название оказалось очень удачным — многие пользователи BlackBerry даже и не подозревают, что это торговая марка продукции, а не название компании-производителя.
В 1999 году идут работы по созданию первого мобильного телефона.
В 2000 году появляется телефон 957 Proton.
В 2004 году появляется BlackBerry 7210 с цветным дисплеем. Эта модель открыла 7000 серию. Во многих аппаратах из этой серии уже применяется Bluetooth.
В это же время компания экспериментирует и выпускает BlackBerry без QWERTY-клавиатуры.
С появлением моделей серии 8700 BlackBerry начинает расширять круг своих потребителей. Для этого новые аппараты оборудуются более качественным дисплеем, расширяется память, появляется камера, чат и приложения.
К 2007 году Research In Motion начинает выпускать коммуникаторы.
Президент США Барак Обама в ходе своей предвыборной кампании в 2007—2008 годах постоянно пользовался BlackBerry, и за это время коммуникатор стал неотъемлемой частью образа политика. В американских СМИ обсуждалось то обстоятельство, что после вступления в должность Обаме придётся отказаться от любимого устройства согласно специальному закону, по которому президенту США не разрешается иметь личную корреспонденцию и средства связи. Но позже ему всё-таки удалось оставить себе свой BlackBerry, была найдена лазейка в конституции — суть которой в том, что при судебных разбирательствах над главой страны личная переписка не может быть использована, таким образом, у президента США осталось право пользоваться личной электронной почтой и своим BlackBerry.
В мае 2013 года смартфоны на базе BlackBerry 10 были одобрены Министерством обороны США для корпоративного использования сотрудниками министерства.
В конце сентября 2016 года Blackberry объявила, что больше не планирует производить смартфоны. Сообщается, что компания сосредоточится на разработке программного обеспечения, в то время как изготовлением смартфонов займутся её китайские партнёры.
14 декабря 2017 года было объявлено о закрытии сайта BlackBerry Travel в феврале 2018 года, сервиса видеозвонков Playbook в марте 2018 года и BlackBerry World app store 31 декабря 2019 года.
2020: компания TCL Communication приняла решение о прекращении производства и продажи смартфонов марки BlackBerry, продажи завершились 31 августа 2020; компания обязывалась осуществлять поддержку и гарантийное обслуживание всех проданных до этого времени устройств до 31 августа 2022 года.
В августе 2020 года было объявлено, что американский стартап OnwardMobility планировал возродить торговую марку BlackBerry в 2021 году. Новое устройство должно было работать на операционной системе Android, а партнёром-производителем стать FIH Mobile (подразделение компании Foxconn). В апреле 2021 года в СМИ появились первые качественные изображения и видео нового устройства, на фотографиях хорошо видна традиционная для бренда физическая QWERTY-клавиатура. Тем не менее, OnwardMobility прекратила разработку нового смартфона в 2022 году, из-за отзыва лицензии на использование имени бренда.
Хронология
2007
- BlackBerry 8820 со встроенным модулем Wi-Fi (рассчитан на корпоративных пользователей);
- Blackberry 8830 World Edition выделяется универсальностью — поддерживал как CDMA2000, так и GSM.

2008—2009
1 апреля состоялся официальный запуск BlackBerry World — онлайн-магазин мобильного программного обеспечения для своих смартфонов.
- BlackBerry Curve 8900 (обновлённая модель)
- BlackBerry Bold 9000 (для серии 9000 поддерживается стандарт 3G и добавлена функция GPS-навигации)
- BlackBerry Storm 9500 (ввод информации с помощью сенсорного экрана)
- BlackBerry Curve 9300

2010
- BlackBerry Bold 9700 (увеличена мощность батареи, вместо манипулятора трекбол использован тачпад, поддерживает сети HSDPA)
- BlackBerry Torch 9800 (сенсорный дисплей и аппаратная клавиатура, новая версия BlackBerry OS 6.0)
- BlackBerry Bold 9780 (QWERTY-клавиатура, камера 5 Мп, 512 Мб встроенной памяти, новая версия BlackBerry OS 6.0)
- BlackBerry Storm2 9520 (сенсорный дисплей, вставки хрома в корпусе, BlackBerry OS 5.0)

В сентябре компания анонсировала выпуск планшетного компьютера под названием PlayBook.
2011
- BlackBerry Torch 9860 (сенсорный дисплей, новая версия BlackBerry OS 7.0)
- Blackberry Bold 9900 (сенсорный дисплей и аппаратная клавиатура, новая версия BlackBerry OS 7.0)
- BlackBerry PlayBook 16/32/64 Gb — планшетный ПК на базе операционной системы реального времени QNX
- BlackBerry P'9981 — смартфон, выпущенный совместно с немецкой компанией Porsche Design

2013
- BlackBerry Z3 (полностью сенсорный, без аппаратных кнопок, новая версия BlackBerry OS 10)
- BlackBerry Z10 (полностью сенсорный, без аппаратных кнопок, новая версия BlackBerry OS 10)
- BlackBerry Z30 (полностью сенсорный, без аппаратных кнопок, новая версия BlackBerry OS 10)
- BlackBerry Q5 (сенсорный дисплей, QWERTY-клавиатура, новая версия BlackBerry OS 10)
- BlackBerry Q10 (сенсорный дисплей, QWERTY-клавиатура, новая версия BlackBerry OS 10)

2014
- BlackBerry Passport (сенсорный квадратный дисплей, QWERTY-клавиатура, новая версия операционной системы BlackBerry OS 10.3). За первые шесть часов после старта продаж в сети Amazon и ShopBlackBerry было продано 200 тыс. аппаратов[15]. Цена BlackBerry Passport в США составила 699 долларов[16].
- BlackBerry Leap (Rio) (полностью сенсорный, без аппаратных кнопок)
- BlackBerry Classic (Q20) (сенсорный дисплей, QWERTY-клавиатура, новая версия BlackBerry OS 10, возвращение классической оболочки телефона — навигационные кнопки)

2015
- BlackBerry Priv (Venice) (слайдер, первый смартфон компании на операционной системе Android с улучшенной безопасностью)

2016
- BlackBerry DTEK 50
- BlackBerry DTEK 60

2017
- BlackBerry KeyOne
- BlackBerry Motion
- BlackBerry Motion Dual Sim
- BlackBerry Aurora

2018
- BlackBerry Key2
- BlackBerry Evolve
- BlackBerry Evolve X
- BlackBerry KEY2 LE (light)

## Особенности технологий бизнес-смартфонов
Многие смартфоны BlackBerry обладают полноформатной QWERTY-клавиатурой, что упрощает ввод данных, работу с текстами. Есть возможность получения, сохранения, редактирования и отправки вложений в форматах: Word, Excel, PowerPoint, PDF, WordPerfect, ASCII text, HTML и ZIP, а также графических: JPG, BMP, GIF, PNG, TIFF.
Отличительной особенностью смартфонов является использование специального сервера (Blackberry Enterprise Server, BES) и возможности шифрования по стандарту AES для защиты сообщений от перехвата.
Принцип действия почтовых сетей BlackBerry основан на том, что после регистрации коммуникатора в сети, имеющей покрытие BlackBerry, система регистрирует и затем распознаёт каждый отдельно взятый коммуникатор BlackBerry по индивидуальному идентификационному номеру (PIN). Уникальный номер, имеющийся у каждого прибора, позволяет осуществлять передачу сообщений PIN (система «peer-to-peer»). Такие сообщения поступают с прибора-отправителя на прибор-получатель мгновенно, и кроме того, система проставляет отчёт о доставке такого рода сообщений. Кроме того, прибор автоматически выделяет заголовок PIN-сообщений красным цветом. Приложение BlackBerry Messenger также использует технологию peer-to-peer, но алгоритм работы приложения напоминает алгоритм работы известных интернет-мессенджеров типа ICQ или AOL.
Посредниками между отправителем и получателем являются центр сетевых операций RIM, где установлены серверы, и мобильный оператор.
При этом не требуется ручная синхронизация смартфона и почтового сервера. В целях экономии интернет-трафика и достижения «мгновенности» передачи данных компания использует алгоритмы сжатия данных.
Могут вводиться ограничения на использование BlackBerry. Именно в силу таких причин, а также в силу дороговизны услуг, BlackBerry не слишком распространены в мире.
В России смартфоны BlackBerry долгое время официально не продавались. Первым решился «ВымпелКом» и стал подключать BlackBerry в России через VPN-канал от корпоративной сети до площадки оператора.

## BlackBerry для бизнеса
Blackberry Enterprise Server — это высокотехнологичное ПО, которое позволяет подключить мобильные устройства BlackBerry к корпоративной информационной системе.
Возможности
- Работа с корпоративной почтой и вложениями в режиме онлайн.
- Возможность назначать встречи, искать нужные контакты с помощью календаря и адресной книги.
- Работа с бизнес-приложениями и системами управления предприятиями.
- Просмотр интернет-сайтов и базы данных компании.
- Работа с документами, хранящимися на рабочем компьютере.

В России данную услугу с 2009 года предоставляет ОАО «ВымпелКом» (бренд «Билайн»). Также «Билайн» предоставляет своим клиентам большой выбор аппаратов BlackBerry. В 2012 операторы «Билайн» и «МТС» начали продажи смартфона BlackBerry Bold 9900.
Тем не менее, использование BlackBerry в России связано с рядом ограничений, так, во всех моделях, продаваемых операторами связи на территории РФ, отключён Blackberry Messenger.

## Безопасность BlackBerry
- Соблюдение информационной политики компании.
- Безопасность информации за счёт передачи по зашифрованным каналам (доступ к серверу получают только сотрудники).
- Лёгкость в администрировании при помощи мощных инструментов пользования услуги.
- Надёжность за счёт предоставления серверного и клиентского программного обеспечения от одного поставщика[18].

Периодически компания Research In Motion попадает в центр скандала вокруг ключей шифрования. Так, французские чиновники активно пользовались коммуникаторами этой компании, в том числе для передачи секретных данных, однако серверы компании находятся в Великобритании и США.